# Chiesa anglicana del Canada
La Chiesa anglicana del Canada (in inglese: Anglican Church of Canada, ACC o ACoC in breve; in francese: Église anglicane du Canada) è una chiesa della Comunione anglicana, di cui è una delle 38 province. Fino al 1955, la chiesa era chiamata Chiesa d'Inghilterra nel (Dominio del) Canada (Church of England in (the Dominion of) Canada) e dal 1977 al 1989 era chiamata in francese Chiesa episcopale del Canada (Église Episcopale du Canada).

## Storia

### Primi anglicani in Canada
Il primo servizio divino della Chiesa d'Inghilterra si tenne a Frobisher Bay intorno al 3 settembre 1578. Quel servizio fu condotto dal cappellano della nave di Martin Frobisher. La prima chiesa anglicana fu costruita solo più di un secolo dopo, nel 1698 a St. John's. L'attuale cattedrale di questa città fa parte della più antica parrocchia anglicana del Canada. Questa cattedrale fu la prima cattedrale anglicana in tutto il Nord America.

### La chiesa in seguito
Fino agli anni '30, gli anglicani in Canada erano completamente sotto la Chiesa d'Inghilterra. Negli anni '50 ci furono i primi sinodi canadesi, che diedero l'indipendenza alla chiesa. Nel 1861 tutte le chiese anglicane nelle colonie britanniche divennero indipendenti, inclusa la chiesa anglicana in Canada.

## Struttura
Ci sono tre sinodi principali nella Chiesa anglicana del Canada: il sinodo generale, quattro sinodi provinciali e 29 sinodi delle diocesi. La chiesa ha una tipica struttura anglicana con il primate e i sinodi. Il primate è scelto dal sinodo generale tra i vescovi della chiesa. Il primate non ha una sede permanente, sebbene ci fossero idee per questo nel 1931 e nel 1955. Un primate eletto della chiesa non è responsabile per una specifica diocesi, ma per l'intera chiesa. Il primate ha un ruolo significativamente diverso dai primati, ad esempio, della Chiesa d'Inghilterra o della Chiesa anglicana d'Australia.
Ci sono quattro province ecclesiastiche composte da 29 diocesi. Ogni provincia è guidata da un arcivescovo, chiamato metropolita. Le province ecclesiastiche sono le seguenti:
- Provincia della Columbia Britannica e dello Yukon
- Provincia del Canada
- Provincia dell'Ontario
- Provincia di Rupertland

## Membri
Nel 2022 la Chiesa aveva 294.931 membri, ma nel 2021 1.134.315 canadesi si definivano anglicani. È pari al 3% della popolazione canadese. La chiesa sta vivendo un rapido calo dei membri, circa il 2% all'anno.

## Temi etici
Nella Chiesa, sia gli uomini che le donne possono diventare preti e vescovi. Nel 2016, una proposta per consentire il matrimonio tra persone dello stesso sesso è stata approvata nella chiesa con la maggioranza dei due terzi richiesta. Ci sarà un altro incontro nel 2019, ma due diocesi hanno già indicato che consentiranno già i matrimoni tra persone dello stesso sesso. Non è ancora chiaro quale sarà l'atteggiamento del resto della chiesa nel periodo che precede il 2019.
Nel campo dell'aborto, la chiesa è vista come moderatamente favorevole alla vita. La chiesa è schietta contro l'eutanasia.

## Primati
| Ordine  | Immagine | Nome               | Mandato        |
| ------- | -------- | ------------------ | -------------- |
| 1       |          | Robert Machray     | 1893–1904      |
| 2       |          | William Bond       | 1904–1906      |
| 3       |          | Arthur Sweatman    | 1907–1909      |
| 4       |          | Samuel Matheson    | 1909–1932      |
| 5       |          | Clarendon Worrell  | 1932–1934      |
| 6       |          | Derwyn Owen        | 1934–1947      |
| 7       |          | Frederick Kingston | 1947–1949      |
| 8       |          | Walter Barfoot     | 1949–1959      |
| 9       |          | Howard Clark       | 1959–1971      |
| 10      |          | Ted Scott          | 1971–1986      |
| 11      |          | Michael Peers      |                |
| 12      |          | Andrew Hutchison   | 2004–2007      |
| 13      |          | Fred Hiltz         | 2007–2019      |
| 14      |          | Linda Nicholls     | 2019–2024      |
| Vicaria |          | Anne Germond       | 2024–2025      |
| 15      |          | Shane Parker       | 2025–in carica |